# Silvascincus
Silvascincus – rodzaj jaszczurek z podrodziny Sphenomorphinae w rodzinie scynkowatych (Scincidae).

## Zasięg występowania
Rodzaj obejmuje gatunki występujące w Australii. 

## Systematyka

### Etymologia
Silvascincus (rodz. męski): łac. silva „las, teren lesisty”; scincus „rodzaj jaszczurki, scynk”.

### Podział systematyczny
Do rodzaju należą następujące gatunki:
- Silvascincus murrayi
- Silvascincus tryoni